# 風點燈塔 (威斯康辛州)
風點燈塔（英文：Wind Point Lighthouse）是位於美國威斯康辛州拉辛港北端的一座燈塔，位於拉辛風點村的燈塔路，毗鄰高爾夫球場。燈塔高108英尺（33公尺），是五大湖上最古老、最高的活躍燈塔之一，於1984年被列入國家史蹟名錄。

## 歷史
拉辛港在1837年有了第一座燈塔，但因為北方三英里半的拉辛角，從北方接近的船隻無法看見燈塔。因此，美國燈塔委員會於1870年建議在風點村建造一座燈塔。國會於1877年撥款，燈塔於1880年正式啟用。風點燈塔由南北戰爭時期的準將奧蘭多·梅特卡夫·坡設計。燈塔始建於1880年，1880年11月15日首次點亮。燈塔最初由一盞三芯煤油燈供電，經三階菲涅耳透鏡放大。該燈於1924年通電，並於1964年將煤油燈替換成DCB-24R聚光燈。DCB-24R在2007年故障，目前使用VRB-25燈塔光學系統。
自1964年以來，風點村一直維護著燈塔和公園，並將舊的看守人宿舍改建成村公所和警察局。公園和燈塔的所有權於1997年從美國海岸警衛隊轉移到風點村，警衛隊要求將其作為歷史地標進行維護。燈塔在特定日期開放參觀，並可登塔參觀。
2007年夏天，燈塔用二十一萬美元的經費進行了修復，在此期間更換了門窗，重新固定了磚砌，並粉刷了塔身。
凱特凱利號的沉船地點位於燈塔以東兩英里（3.2公里）處。

## 圖片

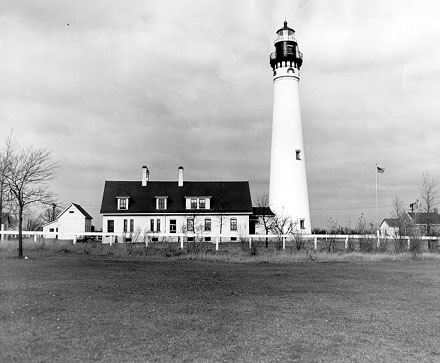
USCG檔案照片
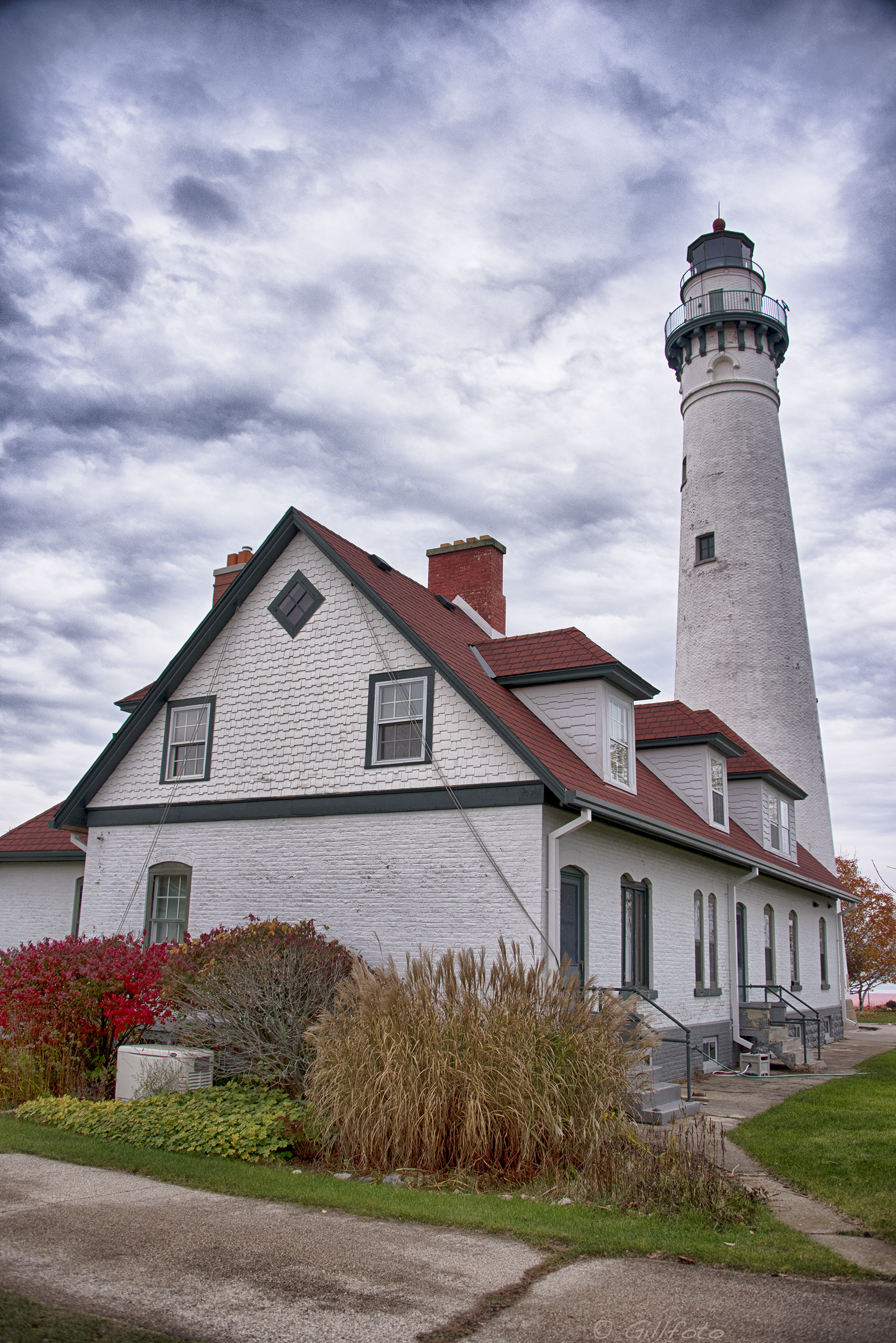
燈塔與曾經的看守員宿舍

## 外部連結
- 维基共享资源上的相關多媒體資源：風點燈塔
- Wind Point Lighthouse - Official Website （页面存档备份，存于）